# Justicia caudata
Justicia caudata är en akantusväxtart som beskrevs av Asa Gray. Justicia caudata ingår i släktet Justicia och familjen akantusväxter. Inga underarter finns listade i Catalogue of Life.